# Michael Sam
Michael Alan Sam, Jr (Galveston, TX, 7 de enero de 1990) es un jugador estadounidense de fútbol americano y fútbol canadiense que milita actualmente en los Barcelona Dragons de la European League of Football.

## Biografía
Juega en la posición de Defensive end. Su carrera comenzó con el equipo de fútbol de la Universidad de Misuri (Tigres de Misuri). En 2013 su equipo también ganó el campeonato después de una temporada muy buena. 
Durante el mismo año fue elegido por sus compañeros de equipo mejor jugador de la liga del año.
El 10 de febrero de 2014 Sam dijo en una entrevista ser homosexual.

## NFL
En el draft del 2014 Sam fue seleccionado por los St. Louis Rams en la séptima ronda, siendo la selección total número 249. Se convirtió en el primer jugador abiertamente homosexual en ser seleccionado en un draft de la NFL.